# ZF Forum
Das ZF Forum in Friedrichshafen ist die Konzernzentrale des Automobilzulieferers ZF Friedrichshafen AG.
Im Gebäude mit 35.000 m² Fläche sind die Konzernleitung, Tagungsräume für Symposien und im Erdgeschoss das ZF Museum untergebracht. Veranstaltungen der Zeppelin Universität und der ZF Kunststiftung finden hier statt. Gelände, Vorplatz und das Atrium, um das sich das Museum und der Themenpark anordnen, sind frei zugänglich.

## Architektur
Erste Planungen fanden 2010 statt. 2013 wurde mit dem Bau begonnen. Leitender Architekt war der Stuttgarter Wolfgang Kergaßner.
Grundkonzeption ist ein für die Öffentlichkeit offenes Haus, ferner findet das ZF-Arbeitskonzept Büro 3.0 seinen Platz.
Die Baukosten betrugen 92 Mio. Euro.

## Ausstellung
Das ZF Forum bietet seit der Eröffnung im November 2016 dem Konzern die Möglichkeit, Kunden-, Produkt- und Messeexponate der über 100-jährigen Firmengeschichte öffentlich zur Schau zu stellen.
Schwerpunkt der Ausstellung liegt bei Exponaten rund um den Antriebsstrang (Getriebe, Lenkung, Aufhängungen und Achsen). Ferner Innovationsentwicklung über ein Jahrhundert der Automobilindustrie.
Stand 2025 ist die Ausstellung wieder für Besucher zugänglich.

### Themenpark
- Rennsport: Geschichte und Engagement im Rennsport
- Geschichte: Firmengeschichte über Zeppelin-Luftschiffgetriebe, Kraftfahrzeuggetriebe, Antriebsstrang, …
- Innovationen: Erfindung und Entwicklungen z. B. Synchronisierungen, Doppelkupplungsgetriebe, stufenlose Hydrostatgetriebe, Schrägverzahnungsgetriebe, Automatikgetriebe, aktive Achsaufhängungen, Lenkgetriebe, Fertigungsentwicklung, Elektroantriebe und Leistungselektroniken …
- Kundenfahrzeuge: BMW 327 Cabriolet (1939), Magirus-Deutz (1940), Porsche Diesel, Alfa Romeo, Audi, DKW, Hanomag ....

## ZF Kunststiftung
Die ZF-Kunststiftung wurde im Jahr 1990 gegründet.
Das Förderkonzept umfasst drei Schwerpunktthemen:
- Regionale Kulturförderung
- Stipendium für Bildende Künstler
- ZF-Musikpreis
- ZF-Kurzfilmpreis und Publikumspreis[11]

## Schülerforschungszentrum FN/Wissenswerkstatt Friedrichshafen e. V.
Die ZF stellt ab November 2016 den gemeinnützigen Vereinen Schülerforschungszentrum und Wissenswerkstatt Friedrichshafen e. V. am Standort Friedrichshafen Labor- und Experimentierräume zur Verfügung. Ziel ist es, Schülerinnen und Schüler für Naturwissenschaften und Technik Interessen zu wecken.

## Bilder

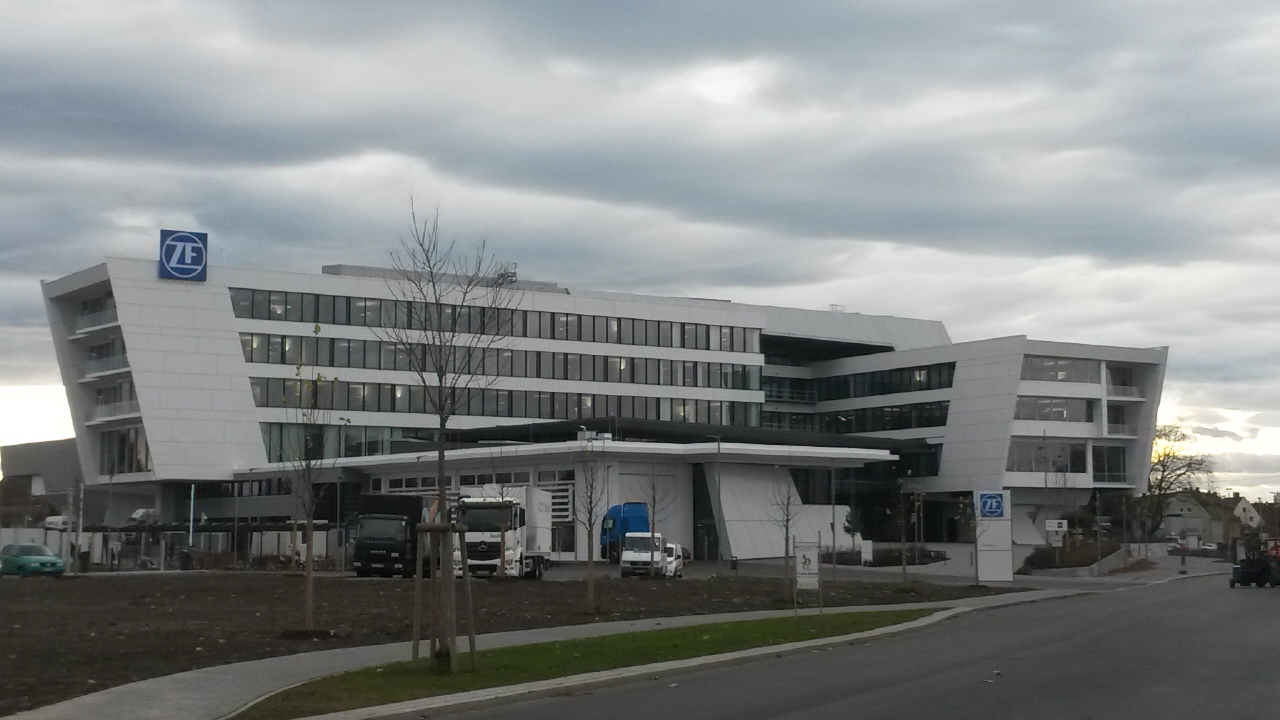
Gebäudeansicht
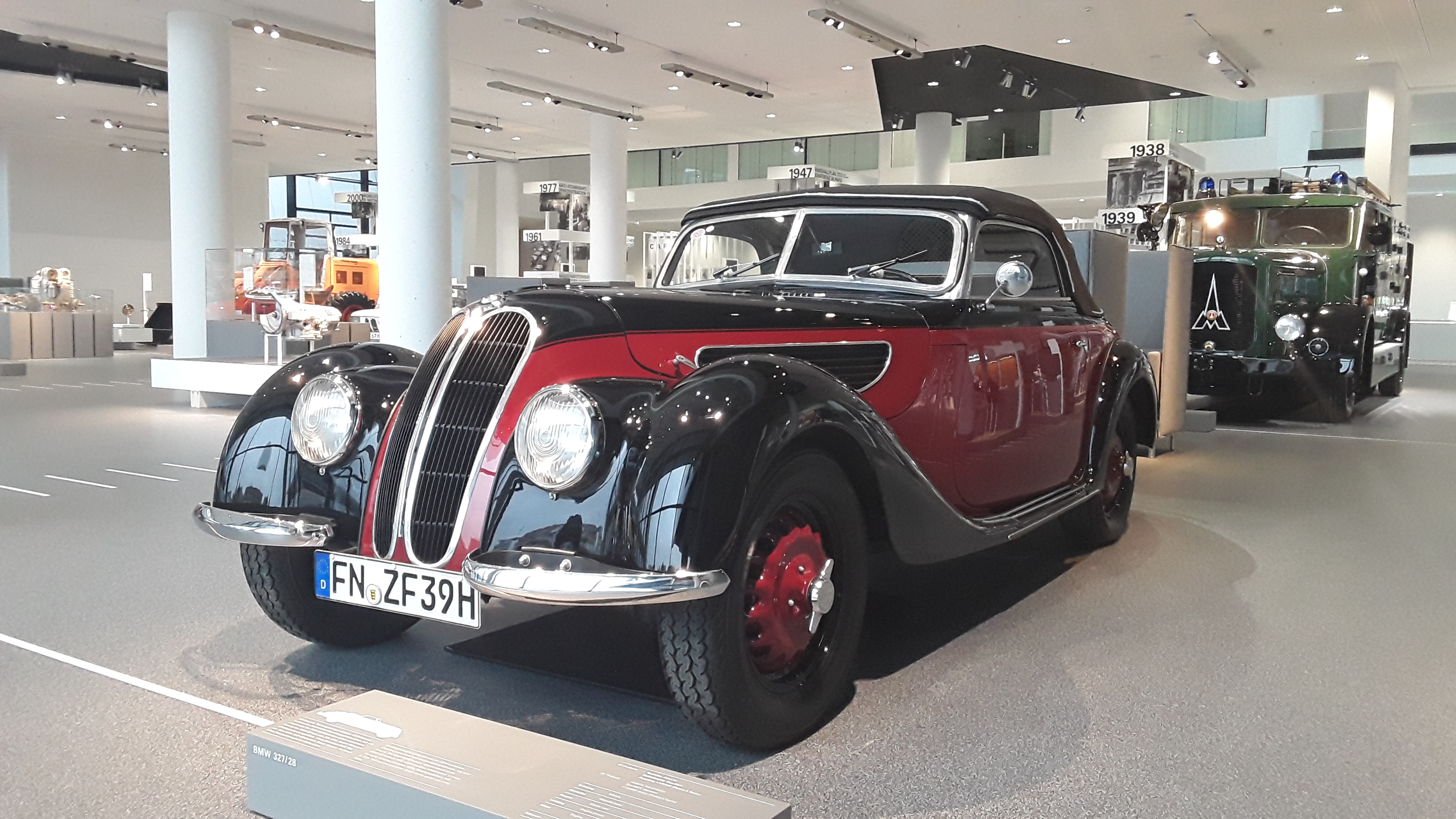
Museumsexponat
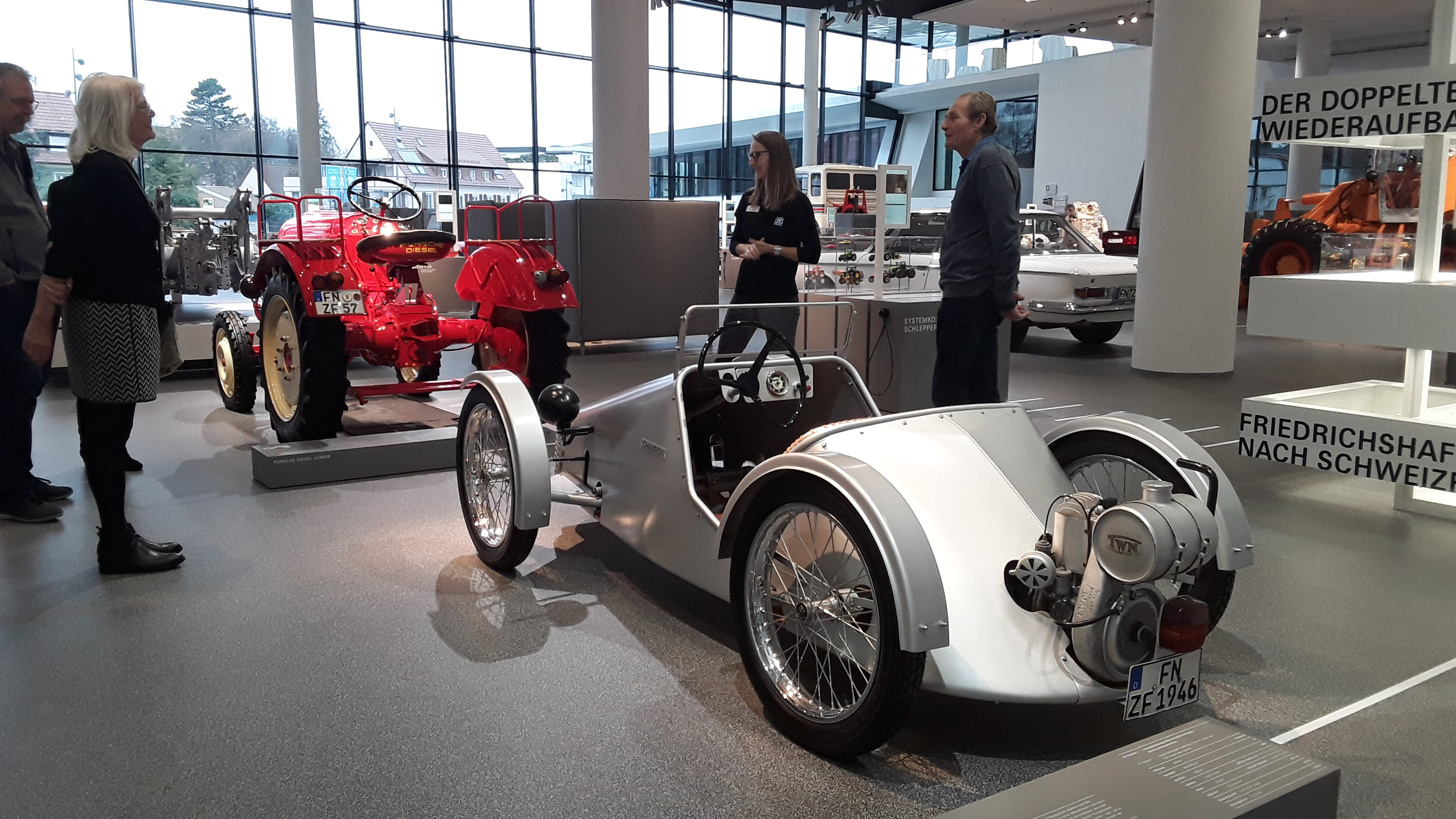
Museumsexponat ZF Champion
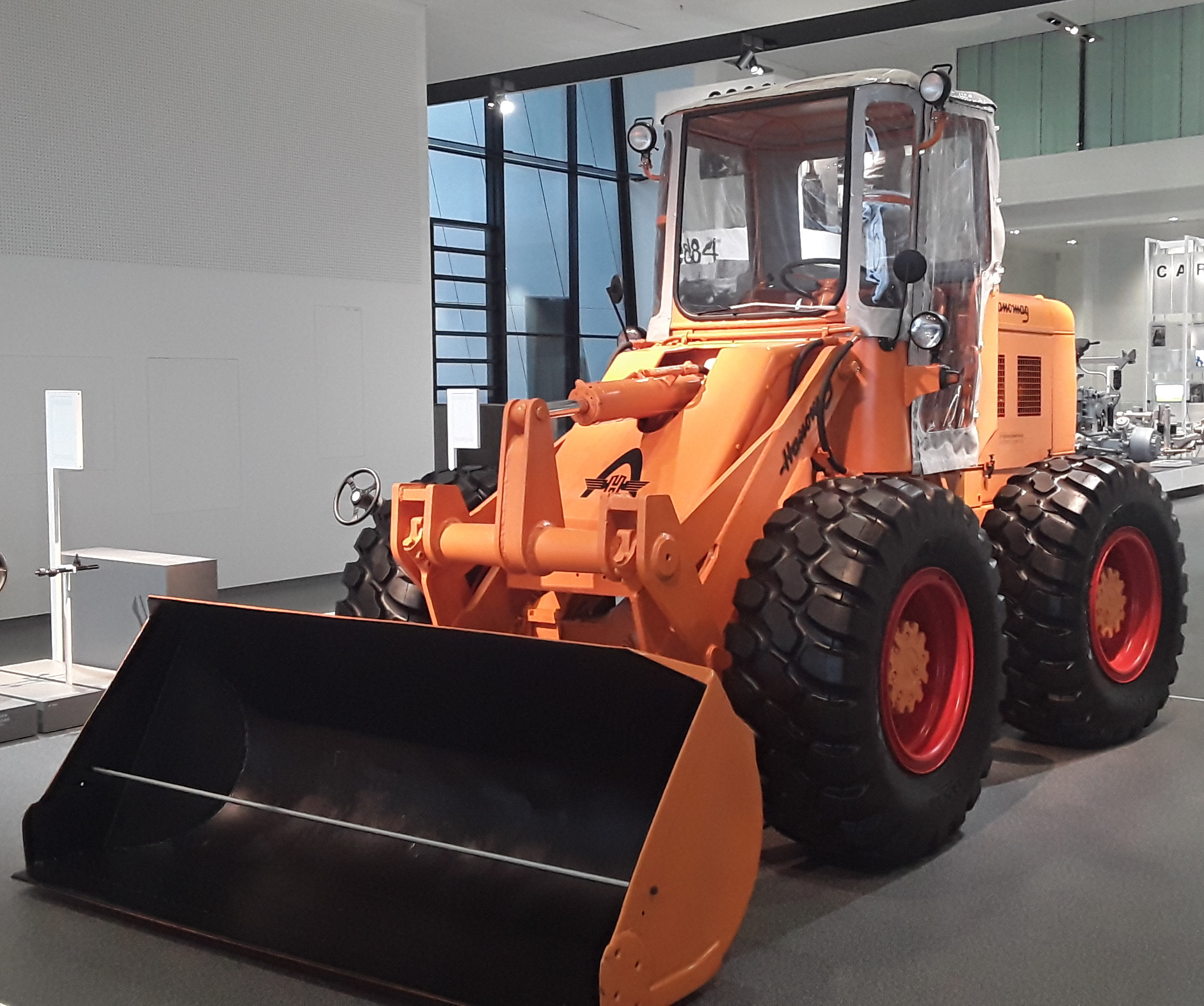
Museumsexponat Radlader